# 7.ª etapa del Giro de Italia 2024
La 7.ª etapa del Giro de Italia 2024 tuvo lugar el 10 de mayo de 2024 y consistió en una etapa contrarreloj con inicio en Foligno y final en Perugia sobre un recorrido de 40,6 km. Esta fue ganada por el esloveno Tadej Pogačar del equipo UAE Team Emirates siendo el líder de la clasificación general.

## Clasificación de la etapa
| Foligno - Perugia | contrarreloj individual | (40,6 km) |

| \| Clasificación de la etapa \| Clasificación de la etapa \| Clasificación de la etapa \| Clasificación de la etapa \| Clasificación de la etapa \| \| Ciclista \| Ciclista \| Equipo \| Tiempo \| \| \| ------------------------- \| ------------------------- \| ------------------------- \| ------------------------- \| ------------------------- \| \| 1.º \| Tadej Pogačar \| UAE Team Emirates \| 51 min 45 s \| \| \| 2.º \| Filippo Ganna \| Ineos Grenadiers \| + 17 s \| \| \| 3.º \| Magnus Sheffield \| Ineos Grenadiers \| + 49 s \| \| \| 4.º \| Thymen Arensman \| Ineos Grenadiers \| + 1 min 00 s \| \| \| 5.º \| Maximilian Schachmann \| Bora-Hansgrohe \| + 1 min 05 s \| \| \| 6.º \| Antonio Tiberi \| Bahrain Victorious \| + 1 min 21 s \| \| \| 7.º \| Lucas Plapp \| Team Jayco AlUla \| + 1 min 45 s \| \| \| 8.º \| Daniel Felipe Martínez \| Bora-Hansgrohe \| + 1 min 49 s \| \| \| 9.º \| Mikkel Bjerg \| UAE Team Emirates \| + 1 min 56 s \| \| \| 10.º \| Geraint Thomas \| Ineos Grenadiers \| + 2 min 00 s \| \| |                        |                    |              |
| |                        |                    |              |
| Fuentes: ProCyclingStats Cycling Quotient |                        |                    |              |
| Clasificación de la etapa |                        |                    |              |
| Ciclista | Ciclista               | Equipo             | Tiempo       |
| 1.º | Tadej Pogačar          | UAE Team Emirates  | 51 min 45 s  |
| 2.º | Filippo Ganna          | Ineos Grenadiers   | + 17 s       |
| 3.º | Magnus Sheffield       | Ineos Grenadiers   | + 49 s       |
| 4.º | Thymen Arensman        | Ineos Grenadiers   | + 1 min 00 s |
| 5.º | Maximilian Schachmann  | Bora-Hansgrohe     | + 1 min 05 s |
| 6.º | Antonio Tiberi         | Bahrain Victorious | + 1 min 21 s |
| 7.º | Lucas Plapp            | Team Jayco AlUla   | + 1 min 45 s |
| 8.º | Daniel Felipe Martínez | Bora-Hansgrohe     | + 1 min 49 s |
| 9.º | Mikkel Bjerg           | UAE Team Emirates  | + 1 min 56 s |
| 10.º | Geraint Thomas         | Ineos Grenadiers   | + 2 min 00 s |

## Clasificaciones al final de la etapa

### Clasificación general(Maglia Rosa)
| \| Clasificación general \| Clasificación general \| Clasificación general \| Clasificación general \| Clasificación general \| \| Ciclista \| Ciclista \| Equipo \| Tiempo \| \| \| --------------------- \| ---------------------- \| -------------------------- \| --------------------- \| --------------------- \| \| 1.º \| Tadej Pogačar \| UAE Team Emirates \| 24 h 12 min 36 s \| \| \| 2.º \| Daniel Felipe Martínez \| Bora-Hansgrohe \| + 2 min 36 s \| \| \| 3.º \| Geraint Thomas \| Ineos Grenadiers \| + 2 min 46 s \| \| \| 4.º \| Ben O'Connor \| Decathlon-AG2R La Mondiale \| + 3 min 33 s \| \| \| 5.º \| Lucas Plapp \| Team Jayco AlUla \| + 3 min 42 s \| \| \| 6.º \| Alexéi Lutsenko \| Astana Qazaqstan Team \| + 3 min 49 s \| \| \| 7.º \| Cian Uijtdebroeks \| Team Visma \\| Lease a Bike \| + 3 min 50 s \| \| \| 8.º \| Antonio Tiberi \| Bahrain Victorious \| + 4 min 11 s \| \| \| 9.º \| Filippo Zana \| Team Jayco AlUla \| + 4 min 41 s \| \| \| 10.º \| Lorenzo Fortunato \| Astana Qazaqstan Team \| + 4 min 44 s \| \| |                        |                            |                  |
| |                        |                            |                  |
| Fuentes: ProCyclingStats Cycling Quotient |                        |                            |                  |
| Clasificación general |                        |                            |                  |
| Ciclista | Ciclista               | Equipo                     | Tiempo           |
| 1.º | Tadej Pogačar          | UAE Team Emirates          | 24 h 12 min 36 s |
| 2.º | Daniel Felipe Martínez | Bora-Hansgrohe             | + 2 min 36 s     |
| 3.º | Geraint Thomas         | Ineos Grenadiers           | + 2 min 46 s     |
| 4.º | Ben O'Connor           | Decathlon-AG2R La Mondiale | + 3 min 33 s     |
| 5.º | Lucas Plapp            | Team Jayco AlUla           | + 3 min 42 s     |
| 6.º | Alexéi Lutsenko        | Astana Qazaqstan Team      | + 3 min 49 s     |
| 7.º | Cian Uijtdebroeks      | Team Visma \| Lease a Bike | + 3 min 50 s     |
| 8.º | Antonio Tiberi         | Bahrain Victorious         | + 4 min 11 s     |
| 9.º | Filippo Zana           | Team Jayco AlUla           | + 4 min 41 s     |
| 10.º | Lorenzo Fortunato      | Astana Qazaqstan Team      | + 4 min 44 s     |

### Clasificación por puntos(Maglia Ciclamino)
| Clasificación por puntos | Clasificación por puntos | Clasificación por puntos      | Clasificación por puntos | Clasificación por puntos |
| Ciclista                 | Ciclista                 | Equipo                        | Puntos                   |                          |
| ------------------------ | ------------------------ | ----------------------------- | ------------------------ | ------------------------ |
| 1.º                      | Jonathan Milan           | Lidl-Trek                     | 134 pts                  |                          |
| 2.º                      | Kaden Groves             | Alpecin-Deceuninck            | 97 pts                   |                          |
| 3.º                      | Tim Merlier              | Soudal Quick-Step             | 89 pts                   |                          |
| 4.º                      | Olav Kooij               | Team Visma \| Lease a Bike    | 61 pts                   |                          |
| 5.º                      | Benjamin Thomas          | Cofidis                       | 56 pts                   |                          |
| 6.º                      | Filippo Fiorelli         | VF Group-Bardiani CSF-Faizanè | 54 pts                   |                          |
| 7.º                      | Andrea Pietrobon         | Team Polti Kometa             | 48 pts                   |                          |
| 8.º                      | Tadej Pogačar            | UAE Team Emirates             | 42 pts                   |                          |
| 9.º                      | Michael Valgren          | EF Education-EasyPost         | 40 pts                   |                          |
| 10.º                     | Phil Bauhaus             | Bahrain Victorious            | 37 pts                   |                          |

### Clasificación de la montaña(Maglia Azzurra)
| Clasificación de la montaña | Clasificación de la montaña | Clasificación de la montaña   | Clasificación de la montaña | Clasificación de la montaña |
| Ciclista                    | Ciclista                    | Equipo                        | Puntos                      |                             |
| --------------------------- | --------------------------- | ----------------------------- | --------------------------- | --------------------------- |
| 1.º                         | Tadej Pogačar               | UAE Team Emirates             | 54 pts                      |                             |
| 2.º                         | Lilian Calmejane            | Intermarché-Wanty             | 32 pts                      |                             |
| 3.º                         | Daniel Felipe Martínez      | Bora-Hansgrohe                | 28 pts                      |                             |
| 4.º                         | Andrea Piccolo              | EF Education-EasyPost         | 18 pts                      |                             |
| 5.º                         | Geraint Thomas              | Ineos Grenadiers              | 16 pts                      |                             |
| 6.º                         | Amanuel Ghebreigzabhier     | Lidl-Trek                     | 11 pts                      |                             |
| 7.º                         | Filippo Fiorelli            | VF Group-Bardiani CSF-Faizanè | 10 pts                      |                             |
| 8.º                         | Simon Geschke               | Cofidis                       | 9 pts                       |                             |
| 9.º                         | Lorenzo Fortunato           | Astana Qazaqstan Team         | 9 pts                       |                             |
| 10.º                        | Giulio Pellizzari           | VF Group-Bardiani CSF-Faizanè | 8 pts                       |                             |

### Clasificación de los jóvenes(Maglia Bianca)
| Clasificación del mejor joven | Clasificación del mejor joven | Clasificación del mejor joven | Clasificación del mejor joven | Clasificación del mejor joven |
| Ciclista                      | Ciclista                      | Equipo                        | Tiempo                        |                               |
| ----------------------------- | ----------------------------- | ----------------------------- | ----------------------------- | ----------------------------- |
| 1.º                           | Lucas Plapp                   | Team Jayco AlUla              | 24 h 16 min 18 s              |                               |
| 2.º                           | Cian Uijtdebroeks             | Team Visma \| Lease a Bike    | + 8 s                         |                               |
| 3.º                           | Antonio Tiberi                | Bahrain Victorious            | + 29 s                        |                               |
| 4.º                           | Filippo Zana                  | Team Jayco AlUla              | + 59 s                        |                               |
| 5.º                           | Thymen Arensman               | Ineos Grenadiers              | + 1 min 27 s                  |                               |
| 6.º                           | Georg Steinhauser             | EF Education-EasyPost         | + 2 min 14 s                  |                               |
| 7.º                           | Alex Baudin                   | Decathlon-AG2R La Mondiale    | + 2 min 21 s                  |                               |
| 8.º                           | Mauri Vansevenant             | Soudal Quick-Step             | + 2 min 49 s                  |                               |
| 9.º                           | Davide Piganzoli              | Team Polti Kometa             | + 3 min 16 s                  |                               |
| 10.º                          | Giovanni Aleotti              | Bora-Hansgrohe                | + 8 min 56 s                  |                               |

### Clasificación por equipos"Súper team"
| Clasificación por equipos | Clasificación por equipos     | Clasificación por equipos | Clasificación por equipos |
| Equipo                    | Equipo                        | Tiempo                    |                           |
| ------------------------- | ----------------------------- | ------------------------- | ------------------------- |
| 1.º                       | Ineos Grenadiers              | 72 h 44 min 56 s          |                           |
| 2.º                       | Decathlon-AG2R La Mondiale    | + 7 min 34 s              |                           |
| 3.º                       | Astana Qazaqstan Team         | + 8 min 31 s              |                           |
| 4.º                       | Team Jayco AlUla              | + 10 min 32 s             |                           |
| 5.º                       | Soudal Quick-Step             | + 15 min 12 s             |                           |
| 6.º                       | EF Education-EasyPost         | + 15 min 21 s             |                           |
| 7.º                       | VF Group-Bardiani CSF-Faizané | + 17 min 50 s             |                           |
| 8.º                       | Movistar Team                 | + 18 min 26 s             |                           |
| 9.º                       | Bora-Hansgrohe                | + 19 min 56 s             |                           |
| 10.º                      | UAE Team Emirates             | + 22 min 56 s             |                           |